# Charvátův kopec
Charvátův kopec je nevysoký pahorek na západním okraji Vrchlabí, v blízkém sousedství fotbalového areálu. Nadmořská výška činí 482 metrů nad mořem (výškový systém B.p.v.).
Lokalita leží ve Vrchlabské vrchovině, vyznačující se zvlněným terénem, v bezprostřední blízkosti Krkonoš. Lokální nadmořská výška je cca 470 – 480 metrů nad mořem.
Geologické podloží je tvořeno mladopaleozoickými sedimenty Podkrkonošské pánve, zde konkrétně střídavě aleuropelity a pískovci spodního permu (stáří cca 280 milionů let). Horninový masiv je překryt několikametrovou vrstvou kvartérních zvětralin hlinito-kamenitého charakteru.
Na tomto podkladu byla navršena antropogenní figura v podobě lokálního zaobleného pahorku několikametrové výšky. Vrstvení probíhalo postupně v předchozím desetiletí.

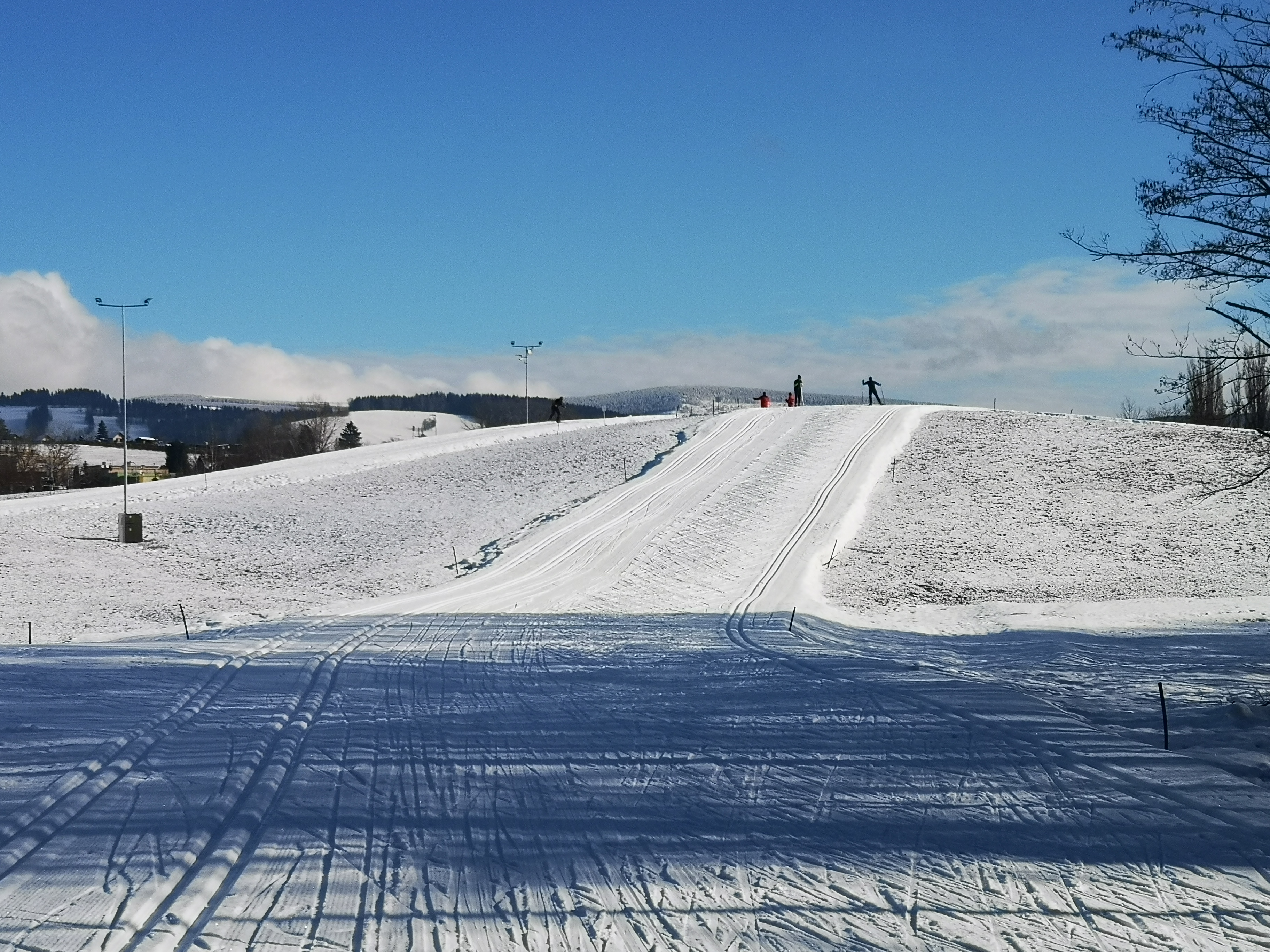
Charvátův kopec s lyžařskými běžeckými tratěmi při pohledu z údolí Bělé, v pozadí Liščí hora

Charvátův kopec se stal dominantou a centrálním místem vrchlabských lyžařských běžeckých uměle zasněžovaných tratí ve Vejsplaších.